# Sabich (Sandwich)

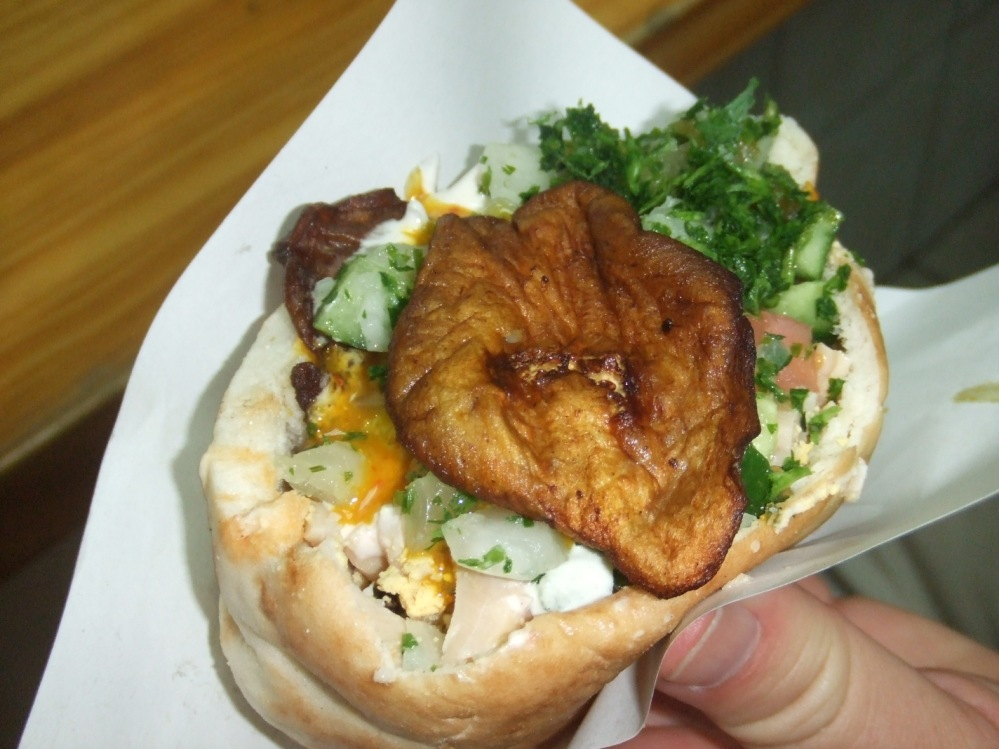
Sabich

Ein Sabich (Hebräisch: סביח [saˈbiχ]) ist ein irakisch-jüdisches Sandwich. Es besteht aus einem Pitabrot, das mit gekochten Eiern, gebratenen Auberginen, Tomaten und Gurken, Tahini, Mango-Curry-Sauce oder der Würzsoße S-chug gefüllt wird. Es gilt als das traditionelle Frühstück der irakischen Juden am Schabbat, wird aber auch im ganzen Land als Street Food angeboten.

## Herkunft
Erzählungen zufolge soll der jüdische Flüchtling Sabich Tsvi Halabi (1938–2012) aus dem Irak im Jahr 1961 das Sabich als erster in Ramat Gan verkauft haben. Sein Kiosk lag im Bar-Ilan Park, Uziel Street 60, an der Endstation einer Buslinie. Die Busfahrer und Schaffner waren Halabis erste Kunden, sie sollen den Namen des Gerichts eingeführt haben, da sie den Verkäufer immer mit Vornamen ansprachen. Sabich war unter den während der 1940er- und 1950er-Jahre zahlreich nach Israel eingewanderten irakischen Juden als kaltes Frühstück am Sabbatmorgen bereits bekannt und beliebt, da religiöse Juden am Sabbat nicht kochen und man es gut vorbereiten konnte. Dass das Sabich oft mit Mango-Curry-Sauce serviert wird, soll auf enge Beziehungen jüdischer Händler im Irak zu Indern zurückzuführen sein. Eine andere Theorie zur Wortherkunft des Sabich besagt, die Konsonanten des Worts S-B-H bedeuteten „salat, beitzah, hazilim“, hebräisch für Salat, Ei, Aubergine. Wieder eine andere Theorie ist, dass der Name vom arabischen Wort für „Morgen“ (صباح [sˤaˈbaːħ], „sabach“) kommen soll.

## Zubereitung
Grundlage des Sabich ist ein Pitabrot. Es wird an einer Seite geöffnet und mit frittierten Auberginenscheiben, einem Salat aus fein geschnittenen Gurken und Tomaten, Petersilie, Essig- oder Salzgurken und hart gekochtem Ei gefüllt. Sabich wird traditionell mit Tahini, einer dünnflüssigen Sesampaste, und S-chug (scharfe grüne Sauce aus Chilis, Knoblauch und Koriander), aber auch mit Mangosauce gewürzt.